# Mosoni-sík
Mosoni-sík este o arie protejată (arie de protecție specială avifaunistică — SPA) din Ungaria întinsă pe o suprafață de 13.096,43 ha, integral pe uscat.

## Localizare
Centrul sitului Mosoni-sík este situat la coordonatele 47°54′10″N 17°06′53″E / 47.9028°N 17.1147°E.

## Înființare
Situl Mosoni-sík a fost declarat arie de protecție specială avifaunistică în mai 2004 pentru a proteja 7 specii de animale.

## Biodiversitate
Situată în ecoregiunea panonică, aria protejată nu include niciun habitat protejat.
La baza desemnării sitului se află mai multe specii protejate de  păsări (7): gâscă cenușie (Anser anser), gâscă de semănătură (Anser fabalis), acvilă de câmp (Aquila heliaca), șoim dunărean (Falco cherrug), vânturel de seară (Falco vespertinus), codalb (Haliaeetus albicilla), dropie (Otis tarda)
Pe lângă speciile protejate, pe teritoriul sitului au mai fost identificate 2 specii de plante, 1 specie de păsări.